# George Thomas Napier
Sir George Thomas Napier (* 30. Juni 1784; † 15. September 1855 in Genf) war ein britischer Generalleutnant und Kolonialgouverneur.

## Leben
Napier war der zweite Sohn von Colonel Hon. George Napier (1751–1804), Sohn des Francis Napier, 6. Lord Napier, aus dessen zweiter Ehe mit Lady Sarah Lennox (1745–1826), Tochter des Charles Lennox, 2. Duke of Richmond. Er war ein jüngerer Bruder von General Sir Charles James Napier (1782–1853) und der ältere Bruder von Sir William Francis Patrick Napier (1785–1860). 
Napier trat 1800 in die British Army ein. Er nahm an den Napoleonischen Kriege auf der Iberischen Halbinsel teil, diente dort 1809 als Adjutant des Generals Moore beim Rückzug nach La Coruña und verlor bei der Erstürmung von Ciudad Rodrigo 1812 seinen rechten Arm.
1837 wurde er zum Major-General befördert, 1838 als Knight Commander des Order of the Bath geadelt und 1846 zum Lieutenant-General befördert.
Von 1838 bis 1844 war Napier Gouverneur der Kapkolonie.
Von 1844 bis 1855 war er Colonel des 1st West India Regiment.

## Ehen und Nachkommen
In erster Ehe heiratete er 1812 Margaret Craig († 1819). Mit ihr hatte er drei Söhne und zwei Töchter:
- George Thomas Conolly Napier (1816–1873), Major-General der British Army;
- Captain John Moore Napier (1817–1846), Captain des 62nd Regiment of Foot, ⚭ 1843 Maria Alcock;
- William Craig Emilius Napier (1818–1903), General der British Army, ⚭ 1845 Emily Cephalonia Napier († 1908);
- Cecilia Caroline Napier († 1896), ⚭ 1852 Henry William St. Pierre Bunbury (1812–1875), Colonel der British Army;
- Sarah Napier († 1850), ⚭ Thomas Clarke.

1839 heiratete er in zweiter Ehe Frances Dorothea Blencowe (1793–1881), Witwe des William Williams-Freeman (1782–1830). Die Ehe blieb kinderlos.